# Латвийский университет бионаук и технологий
Латвийский университет бионаук и технологий (латыш. Latvijas Biozinātņu un tehnoloģiju universitāte), до 2022 Латвийский сельскохозяйственный университет (латыш. Latvijas Lauksaimniecības universitāte) — высшее учебное заведение в Елгаве (Латвия), специализирующееся на сельском и лесном хозяйстве, а также на смежных областях.

## История
В 1939 году факультет сельского хозяйства Латвийского университета, созданный на базе бывшего Рижского политехнического института, отделился и стал Елгавской сельскохозяйственной академией, которую разместили в Елгавском дворце . 
В 1944 году после разрушения дворца в ходе войны вуз был восстановлен в Риге. В 1961 году академия переехала в реконструированный Елгавский дворец, где располагается и поныне. В 1991 году Латвийская сельскохозяйственная академия стала университетом. С 2022 года носит нынешнее название.

## Ректоры
- Павилс Квелде (1939—1940, 1941—1944)
- Галениекс, Паул (1940—1941)
- Янис Остров (1941)
- Максис Эглитис (1944)
- Янис Пейве (1944—1950)
- Амалия Цекулина (1950—1954)
- Янис Ванагс (1954—1961)
- Павилс Зариньш (1961—1966)
- Ольгертс Озолс (1966—1976)
- Казимир Шпогис (1976—1980)
- Виктор Тимофеев (1980—1986)
- Имантс Гронскис (1986—1992)
- Волдемарс Стрикис (1992—2002)
- Петерис Бушманис (2002—2004)
- Юрис Скуянс (2004—2014)
- Ирина Пилвере (с 2014 по наст. вр.)

## Университет сегодня
Университет предоставляет образование различного уровня:
- Основное образование
  - Бакалавриат
  - Высшее профессиональное образование 1-го уровня
  - Высшее профессиональное образование 2-го уровня
- Магистратура
- Докторантура

В общей сложности университет предоставляет 75 различных учебных программ на 9 факультетах:
- Сельскохозяйственный факультет
- Факультет ветеринарной медицины
- Лесной факультет
- Технический факультет
- Факультет сельской инженерии
- Факультет продовольственных технологий
- Факультет экономики
- Факультет социальных наук
- Факультет информационных технологий